# Nowy Dwór Mazowiecki
Nowy Dwór Mazowiecki (Aussprache: [nɔvɨ,dvur mazɔ'vi̯eʦki]ⓘ) ist eine Stadtgemeinde (poln. Gmina) in der Woiwodschaft Masowien in der Mitte Polens und Kreisstadt des Landkreises Powiat Nowodworski. Der Ort liegt ca. 35 Kilometer nordwestlich von Warschau.

## Geschichte
Der Ort wurde im Jahre 1294 zum ersten Mal schriftlich erwähnt, Stadtrechte nach dem Kulmer Recht besitzt er seit 1374.
Das Gebiet um Nowy Dwór ist eines der älteren polnischen Siedlungsgebiete. 1655 wurde die Stadt Nowy Dwór durch die schwedische Armee zerstört, was dazu führte, dass ihr die Stadtrechte aberkannt wurden. Das Mennonitendorf Deutsch-Kazun wurde 1776 gegenüber der Festung Modlin gegründet. Im Jahre 1782 stellte der letzte polnische Wahlkönig Stanislaw Poniatowski für seinen Gutshof Nowy Dwór (poln. dwór – der Gutshof, nowy – neu) das Stadtrecht wieder her. In den folgenden Jahren (1783–1790) kamen viele deutsch-evangelische Handwerker und Bauern in die Gegend. Zudem wurden bereits 1783 dreißig Tuchmacher ansässig. Als sich 1797 das Verlagssystem einbürgerte und die Produktion sich mit schlechterer Qualität auszeichnete, wanderten die meisten Gewerblichen ab. 1819 waren nur noch fünf Tuchmacher vor Ort. In der preußischen Zeit (1793–1806) folgten dreizehn Schiffer und zwei Schiffbauer aus Berlin und Stargard.
Die evangelischen Siedler hatten vom Erzbischof völlige Religionsfreiheit zugesichert bekommen und im Jahre 1782 gründeten sie die Gemeinde Nowy Dwór. Anfangs benutzten sie Privathäuser für ihren Gottesdienst. Im Jahre 1806 konnten sie mit Genehmigung des Grundherren das obere Stockwerk des Rathauses nutzen. Im Jahre 1818 schenkte ihnen Graf Gutakowski ein Haus für den Pfarrer. Im Jahre 1826 wurde ihnen auf Veranlassung der Regierung das Rathaus überlassen und zur Kirche umgebaut. Diese wurde 1867 renoviert und im Jahre 1906 weiter ausgebaut. Im Jahre 1907 vernichtete ein riesiges Feuer 120 Häuser in Nowy Dwór. Die Friedhofskapelle von Neuhof wurde 1937 eingeweiht.
Orte (mit Gründungsdatum soweit bekannt)
- Rajszewo
- Deutsch-Kazuń (1776)
- Modlin
- Nówy Dwor
- Neuhof-Nowy Dwór
- Wiesendorf-Łaczna (1782)
- Skierdy (Schule) (1782)
- Dembina Holl. (1786)
- Neu-Modlin (Schule)  (um 1803) (Schwaben)
- Luisenfelde um 1803 (Schwaben)
- Kleinfelde / Koszewsko (um 1803) (Schwaben)
- Dziekanów (1830)
- Łomianki Górne (1890)
- Tarchomin
- Kikol-Kämpe (Schule)
- Szamocin (Schule)
- Kazuń (Schule)
- Neuhofer Kämpe
- Deutsch-Dziekanów

Während der deutschen Besetzung Polens wurde der Ort dem Regierungsbezirk Zichenau zugeschlagen, der Teil des Deutschen Reichs wurde, und wurde von 1940 bis 1943 in Neuhof und von 1943 bis 1945 in Bugmünde umbenannt.
Nowy Dwór war zu 50 % (Jahr 1921) bzw. 45 % (1931) von Juden bewohnt. Im Mai 1940 wurde von der deutschen Besatzung im ärmlichen Ortsteil Piasek (na Piaskach) im Bereich der Straßen Nałęcza, Warszawska, Mazowiecka und Piaskowa ein Ghetto eingerichtet, das bis zum 12. Dezember 1942 existierte. Die meisten der sukzessive abtransportierten, insgesamt 4.000 Bewohner des Ghettos kamen ins 6 km entfernte Pomiechówek sowie vor allem nach Auschwitz, wo sie ermordet wurden. Heute gibt es im israelischen Cholon (Holon) eine Nowy Dwór Straße (רחוב נובידבור). Der Straßenname wurde auf Wunsch von Überlebenden der jüdischen Gemeinde Nowy Dwór gegeben, die nach 1945 in Cholon eintrafen.
In die wachsende Stadt wurde 1961 der vormals selbstständige Ort Modlin eingemeindet.
Die Stadt gehörte von 1975 bis 1998 zur Woiwodschaft Warschau, seit 1999 zur Woiwodschaft Masowien.

## Einwohner
Im Jahr 1995 hatte der Ort etwa 27.200 Einwohner, das ergibt eine ungefähre Bevölkerungsdichte von 973 Einwohnern/km².

## Verkehr
Der ÖPNV in Nowy Dwór Mazowiecki ist kostenlos.

## Partnerschaften
Es besteht eine Städtepartnerschaft mit

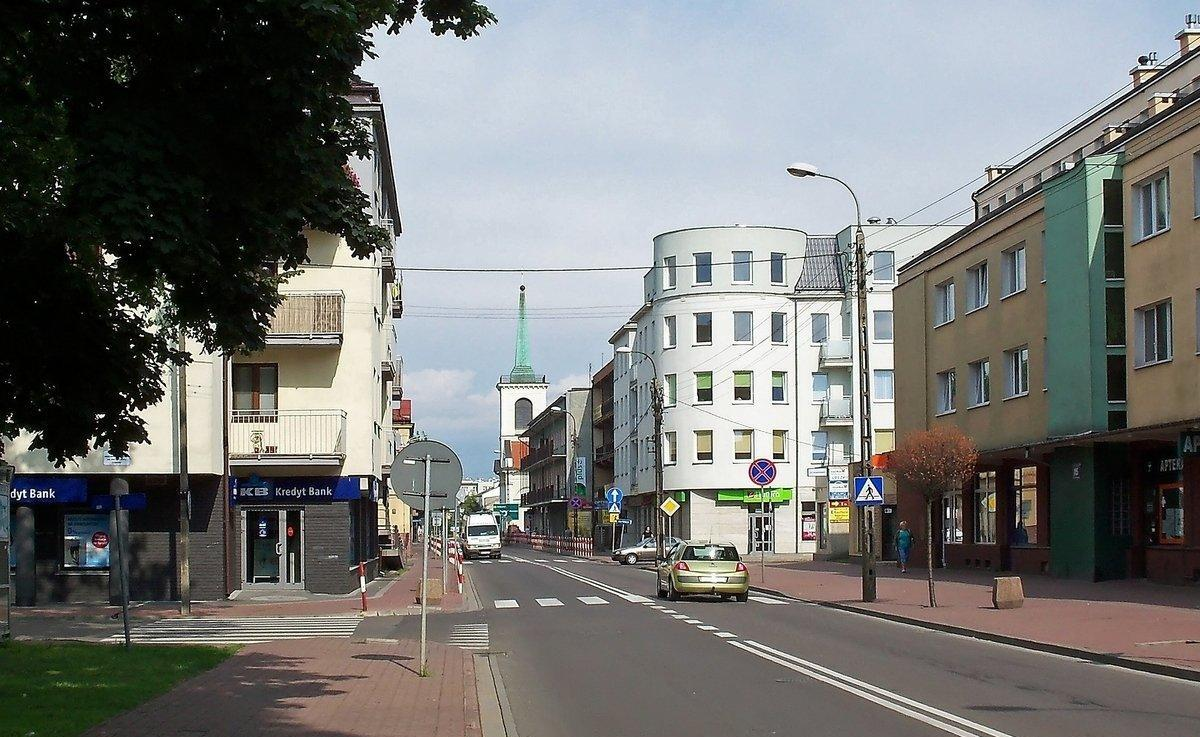
Warschauer Straße

- Niederorschel in Deutschland
- Elektrėnai in Litauen.

## Sport
Der Fußballverein Świt Nowy Dwór Mazowiecki spielt in der Saison 2009/2010 in der dritten polnischen Liga, in der Saison 2003/2004 spielte er in der ersten Liga.

## Persönlichkeiten
- Izabela Dylewska (* 1968), Kanutin
- Elżbieta Urbańczyk (* 1971), Kanutin
- Józef Pawłowski (* 1990), Schauspieler
- Kacper Żuk (* 1999), Tennisspieler